# Chalybion sumatranum
Chalybion sumatranum là một loài côn trùng cánh màng trong họ Sphecidae, thuộc chi Chalybion. Loài này được Kohl miêu tả khoa học đầu tiên năm 1884.